# Gornje Leviće
Gornje Leviće (em cirílico: Горње Левиће) é uma vila da Sérvia localizada no município de Brus, pertencente ao distrito de Rasina. A sua população era de 91 habitantes segundo o censo de 2011.

## Demografia
| 1948 | 1953 | 1961 | 1971 | 1981 | 1991 | 2002 | 2011 |
| ---- | ---- | ---- | ---- | ---- | ---- | ---- | ---- |
| 465  | 525  | 539  | 447  | 320  | 209  | 138  | 91   |